# Могутня купка
Могутня купка (рос. «Могучая кучка», також рос. Балакиревский кружок, Новая русская музыкальная школа) — творча співдружність російських композиторів, що склалася наприкінці 1850-х і початку 1860-х років. До «Могутньої купки» входили п'ятеро композиторів, завдяки чому в багатьох європейських мовах вона відома як «п'ятірка» (напр. англ. The Five, фр. Groupe des Cinq).
Це: Балакірєв (керівник, 1837—1910), Римський-Корсаков (1844—1908), Бородін (1833—1887), Мусоргський (1839—1881), Кюї (1835—1918).

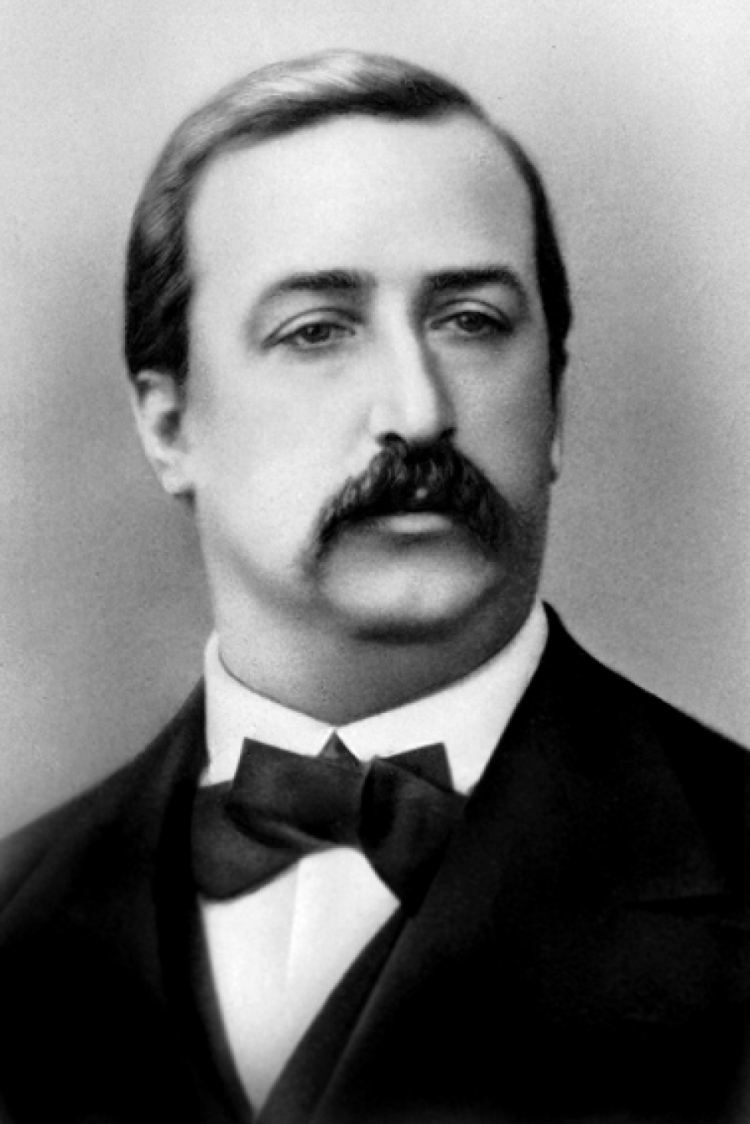
Олександр Бородін
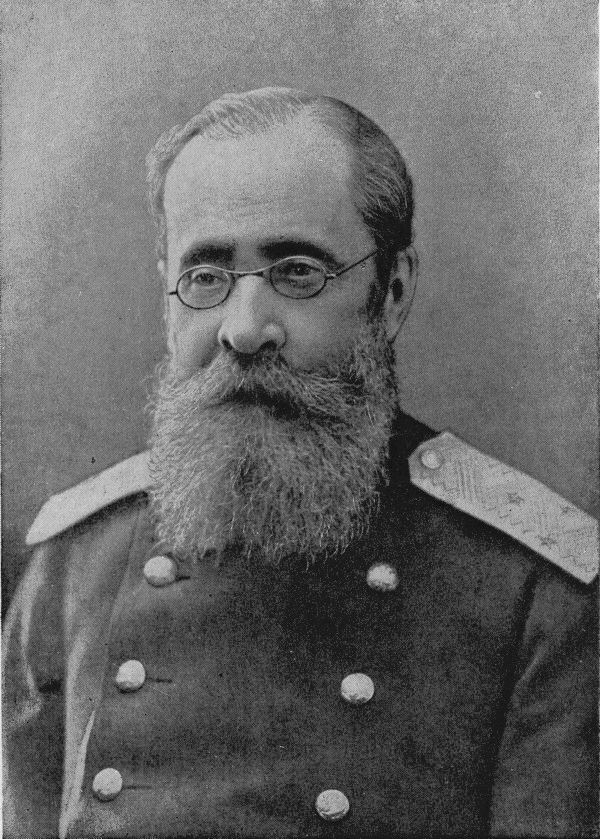
Цезар Кюї
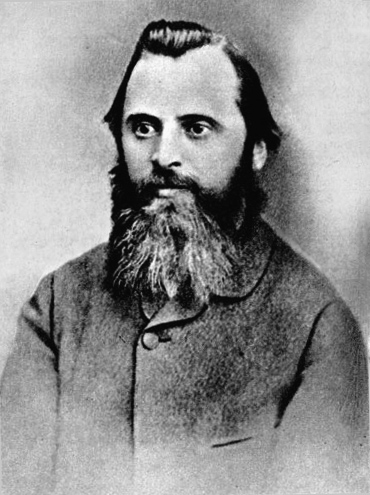
Милій Балакирєв
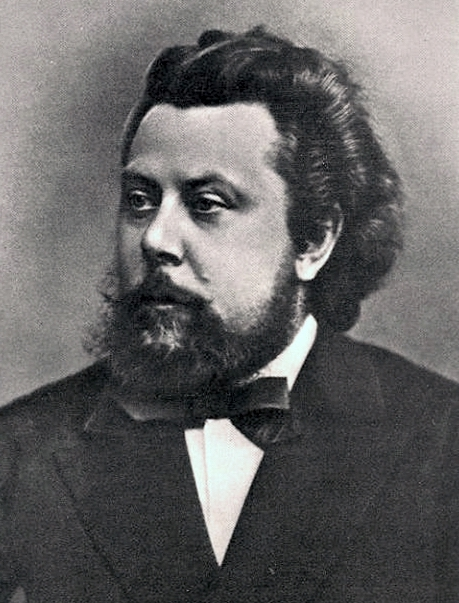
Модест Мусоргський
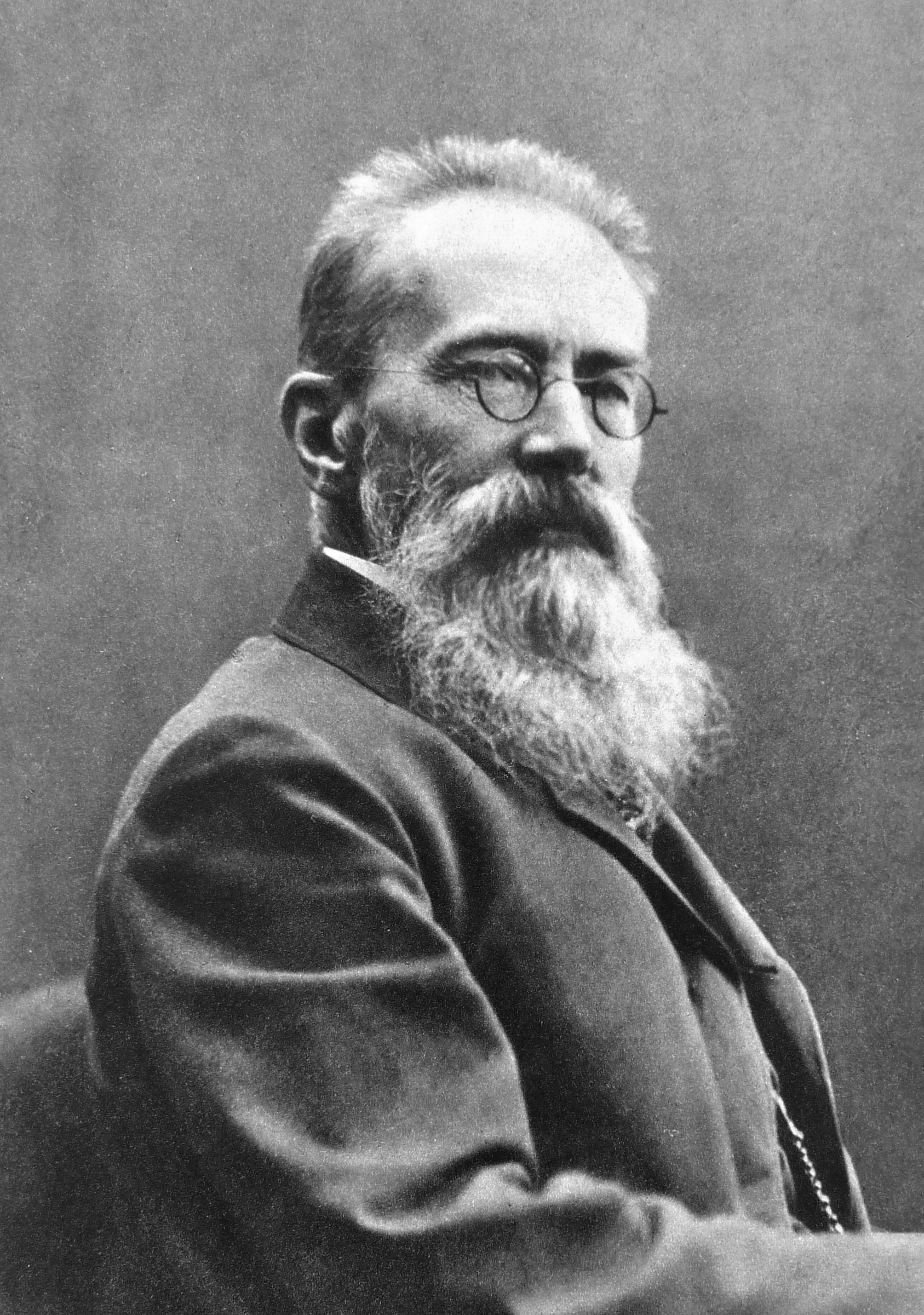
Микола Римський-Корсаков

## Становлення
Назва цього гуртка належить критикові Володимиру Стасову, який вперше вжив її у своїй статті «Слов'янський концерт п. Балакирєва» (1867): «Скільки поезії, почуття, таланту та вміння має маленька, але вже могутня купка російських музикантів» 
Спочатку в складі гуртка були Балакирєв і Стасов, захоплені читанням Бєлінського, Добролюбова, Герцена, Чернишевського. Своїми ідеями вони надихнули і молодого композитора Кюї, а пізніше до них приєднався Мусоргський, що залишив чин офіцера в Преображенському полку заради занять музикою. У 1862 році до Балакіревського гуртка примикають тоді ще молодий М. А. Римський-Корсаков і О. П. Бородін, на той час вже відомий вчений-хімік.

## Естетична платформа
Група «Могутня купка» виникла на фоні революційних ідей та філософії матеріалізму, що проникли до того часу у всі види мистецтва. Бунти і повстання селян стали головними соціальними подіями того часу, навернувши діячів мистецтва до народної теми.
Будучи спадкоємцями і продовжувачами традицій Глінки та Даргомижського, композитори «Могутньої купки» шукали разом з тим нові форми для втілення тем і образів з вітчизняної історії та сучасності. В операх Мусоргського («Борис Годунов» і «Хованщина»), Бородіна («Князь Ігор»), Римського-Корсакова («Псков'янка» тощо) відображено сторінки історії, передана стихійна потужність народних рухів, втілені патріотичні та соціально-критичні ідеї. Разом з тим у них проявлялася тенденція до певної романтизації минулого. У стародавніх, споконвічних засадах народного життя і світогляду вони прагнули знайти опору для затвердження позитивного морального й естетичного ідеалу.
Більшість композиторів «Могутньої купки» систематично записували і вивчали російський фольклор. Їхню увагу привертала головним чином старовинна традиційна селянська пісня, в якій вони вбачали вираз корінних основ національного музичного мислення. Характерні для «кучкістів» принципи обробки народних пісень знайшли відображення в збірці Балакірєва «40 російських народних пісень». Композитори сміливо використовували народні мелодії як в симфонічній так і оперній творчості (напр. «Царева наречена», «Снігуронька», «Хованщина», «Борис Годунов»). Разом з тим вони проявляли інтерес і до фольклору інших народів, головним чином східних. Пізніше це підготувало ґрунт до становлення європеїзованих композиторських шкіл у підвладних Російській імперії народів Закавказзя і Середньої Азії.

## Продовження ідей
[[Файл:Makovsky-caric.jpg|міні|300x300пкс|Маковський. Карикатура на Могутню купку (пастельний олівець, 1871). Зліва направо зображені: Кюї у вигляді лисиці, виляє хвостом, Балакірєв у вигляді ведмедя, Стасов (на його правому плечі у вигляді Мефістофеля скульптор Антокольський, на трубі у вигляді мавпи Гартман), Римський-Корсаков (у вигляді краба) з сестрами Пургольд (у вигляді домашніх собачок), Мусоргський (в образі півня); за спиною Римського-Корсакова зображений Бородін, справа вгорі з хмар метає гнівні перуни Сєров.
У середині 1870-х років «Могутня купка» як згуртована група перестала існувати. Однак її ідеї знайшли свій розвиток з одного боку завдяки педагогічній діяльності Римського-Корсакова, який з 1871 року викладав у Петербурзькій консерваторії, а з іншого боку своєрідним продовження могутньої купки став «Бєляєвський гурток», який збирався у домі мецената Бєляєва з 1880-х років. Римський-Корсаков протягом майже двадцяти років був визнаним ідейним лідером цього гуртка, а потім, з початком XX століття, розділив своє лідерство з Лядовим, Глазуновим і, трохи пізніше (з травня 1907 року) Арцибушевим. Сам Римський-Корсаков так охарактеризував наступність біляївського кружка від могутньої купки:
|  | Чи можна вважати біляївський гурток продовженням балакирєвського, чи були між тим і іншим певна риси подібності, і в чому складалося відмінність, окрім зміни з плином часу його особового складу? Подібність, що вказувала на те, що гурток біляївський є продовженням балакирєвського, крім з'єднувальних ланок в особі моїй і Лядова, полягало в спільній і тому й іншому передовитості, прогресивності, але гурток Балакірєва відповідав періоду бурі і натиску в розвитку російської музики, а гурток Біляїва — періоду спокійної ходи вперед; балакирєвський був революційний, біляївський же — прогресивний …Оригінальний текст (рос.) «Можно ли считать беляевский кружок продолжением балакиревского, была ли между тем и другим известная доля сходства, и в чём состояло различие, помимо изменения с течением времени его личного состава? Сходство, указывавшее на то, что кружок беляевский есть продолжение балакиревского, кроме соединительных звеньев в лице моём и Лядова, заключалось в общей и тому и другому передовитости, прогрессивности; но кружок Балакирева соответствовал периоду бури и натиска в развитии русской музыки, а кружок Беляева – периоду спокойного шествия вперёд; балакиревский был революционный, беляевский же – прогрессивный...» |

З другої половини 1880-х років у складі Біляївської «Могутньої купки» з'являються такі музиканти, як Глазунов, брати Фелікс та Сигізмунд Блуменфельд, диригент Оттон Дютш та піаніст Микола Лавров. Пізніше до них приєдналися композитори М.Соколов, К.Антіпов, Я.Вітоль та інші. Стасов також зберігав завжди хороші і близькі відносини з біляївським гуртком, хоча його вплив за визнанням Римського-Корсакова був «уже далеко не тим», що у гуртку Балакірєва. Новий склад гуртку спричинив його більшу орієнтованість на академізм і більшу відкритість його членів до зовнішніх впливів. В той же час, біляївський гурток вже не являв собою єдиного цілого, об'єднаного спільною ідеологією чи програмою.
У свою чергу і Мілій Балакирєв, будучи завідувачем придворної капели поширював свій вплив серед своїх учнів, найвідомішим із них, що згодом також закінчив клас Римського-Корсакова, вважається Василій Золотарьов.
Окремої згадки заслуговує і той факт, що знаменита французька «Французька шістка», зібрана Еріком Саті та Жаном Кокто була безпосереднім відгуком на «російську п'ятірку». Зокрема стаття відомого критика Анрі Колле, що повідомляла про появу нового композиторського гуртку називалася «Російська п'ятірка, французька шістка і пан Саті».